# Hitzacker (Elbe)
Hitzacker est une ville de Basse-Saxe en Allemagne. Elle fait partie de l'arrondissement de Lüchow-Dannenberg.
La ville se trouve à 8 km environ au nord de Dannenberg.